# 嗚呼栄光の甲子園
『嗚呼栄光の甲子園』（ああえいこうのこうしえん）は、1990年にタイトーから発売されたアーケードゲームで、高校野球を題材としたコミカルタッチの野球ゲームである。

## ゲーム概要

### 操作方法
8方向レバー、3ボタンで操作する。このうち、根性ボタンが設定されており、根性ボタンを押しながら投球すると剛速球、根性ボタンを押しながら打撃で回転打法となる。いずれもスタミナを大量に消費するため多用できず、スタミナが無い状態では使用できない。また、根性ボタン連打で走者が全力疾走し(走力が上がる)、バントの状態で根性ボタンを押し続けると確実にバントが決まる、といった効果がある。

### ゲーム進行
準々決勝→準決勝→決勝の順に勝ち進んでいく。勝てば次のラウンドへ進めるが、1プレイにつき3イニングまでしかできないため、ゲームを続けるためにはクレジットの追加が必要となる。1回100円のゲームセンターの場合、通常なら1試合ごとに300円かかり、エンディングまでプレイした場合は通常なら900円となる。決勝で勝てばエンディング、負けるか続けずに中断させるとバッドエンディングとなりゲームは終了する。
このゲームにはコールドゲームが導入されている。10点以上差がついた時点でコールドゲームが成立し、試合終了となる。また、延長の場合は18回まで行い、それで決着がつかなかった場合は再試合となる。延長戦をプレイするためにはクレジットの追加が必要である。

### 選手の設定
選手の体型は5種類で、標準体型、痩身体型、筋肉質体型、矮小体型、肥満体型となっている。投球フォームについては、矮小体型の投手はアンダースローのみ、肥満体型の投手はオーバースローのみ設定されている(他の体型の投手は両方設定されている)。
各選手には投手スタミナと打者スタミナが個別に設定されている。スタミナは通常の投球や打撃でも消費され、前述の根性ボタンを押しながらの投球や打撃では大量に消費される。
各選手の顔データはモンタージュ方式で顔の各パーツの組み合わせで作成されているため、ほぼ同じ顔の選手が何人か存在する。また、エンディングのスタッフロールからもわかるように、北海道代表と東北代表の選手名は開発スタッフの名前（名字のみ）をそのまま使い、顔データも似た顔に近づけている。
選手には内野手、外野手、捕手、投手の設定がされているが、守備位置による守備への影響は無く、例として外野手に内野守備をさせても、エラーが増える事は無い。また、守備交代で野手を投手として登坂させることもできる。

### 演出
コミカルな演出が多数あり、下記の物以外にも、様々な演出がある。
- 根性ボタンを押しながらの剛速球
  - 標準体型の場合、後ろに光が輝く。
  - 痩身体型の場合、雷が鳴り響く。アンダースローでは、選手の体自体がねじれる。
  - 筋肉質体型の場合、ボディビルダーのごとくパンツ一枚の姿で投げる。
  - 肥満体型の場合、横綱土俵入りになる。
  - 矮小体型の場合、ハイジャンプ投法となり、全身が光る。
- 根性ボタンを押しながらの回転打法
  - 標準体型の場合、回り終わるとその場で倒れる。
  - 痩身体型の場合、回りすぎてバレリーナになる。
  - 筋肉質体型の場合、ボディビルダーのごとくパンツ一枚の姿になる。
  - 肥満体型の場合、ドリルのごとく地面を掘って地中に埋まっていく。
  - 矮小体型の場合、回り終わるとその場でふらつく。頭には星が回っている。
- 他の演出
  - 筋肉質体型の選手が空振り三振すると、叩きつけたバットが反発し自分に返ってくる。
  - 肥満体型の選手が空振り三振すると、地団駄を踏み底が抜ける。
  - 矮小体型の選手が死球を受けると、天使になって昇天する。
  - 痩身体型の選手が死球を受けると、ボールが股間を直撃する。
  - ホームランを打つと打った側の応援団が「Go!」というマスゲームを掲げ、逆に打たれた側の応援団が「Boo」というマスゲームを掲げる。
  - 中継を見ている校長と教頭がそれぞれリアクションを取る。
  - 場外に飛ぶとボールが通行人に当たる。
  - 子供が虫取り網を構えてホームランボールをキャッチする。

## 出場高校
13チームのうち、1チームを選択してゲームを始める。出場校は架空で、いずれも甲子園初出場という設定である。1990年当時のルールが元になっているため、1チームの選手数は15人となっている。
- 道産子畜産高校(北海道代表) - 野手の守備力が高く、エラーが少ない。
- 田畑実業高校（東北代表） - 野手のスタミナがかなり少ない。一部の控え選手は顔データと実際の体型が一致していない。
- 上毛農業高校（北関東代表) - 野手のスタミナがかなり多く、長打が多い。肥満体型の選手が多い。
- 山手線学園高校（南関東代表） - 全国でも一二を争う進学校。連係プレーが得意。
- 富士山高校（甲信越代表） - 左打者が多く、初期設定では1番から8番まで左打者が並ぶ。痩身体型の選手が多い。
- 米俵高校（北陸代表） - エースが左アンダースロー。投手、野手ともに実力は平均的。
- 鯱高校（東海代表） - 打高投低型のチームで、4番打者の長打力が非常に高い。投手のスタミナがかなり少ない。
- 黒潮商業高校（関西代表） - エースの球速が非常に速い。右打者が多く、かつ標準体型の選手が多い。
- 但馬工業高校（山陰代表） - 投高打低型のチームで、投手のスタミナがかなり多い。肥満体型の選手が1人もいない。
- 瀬戸内船舶高校（中国代表） - 日本唯一の船舶高校。野手の走力が高い。矮小体型の選手が多い。
- 一本釣高校（四国代表） - 筋肉質体型の選手が多い半面、標準体型の選手が1人しかいない。
- 九州実業高校（九州代表） - 長打力中心の打線で、長打が多いが、走力が低い。
- 沖縄海洋高校（沖縄代表） - エースのスタミナが非常に多い。選手名は一般的な沖縄の名字ではない。

## その他
球場は1990年当時の阪神甲子園球場がモデルとなっているため、ラッキーゾーンが存在する。また、看板には過去に出されたタイトーの自社開発作品（アーケード作品のみ）が多く掲げられている。
ゲーム開始前にあるスポーツニュースの画面には、みのもんたや福井敏雄に類似したキャラが登場する。特に後者は「副胃」という名前があり、喋り方も本家そのものである。それに伴い天気の概念があり、途中で雨が降ったり、大雨の悪天候の中で試合を行う要素がある。

## 移植作品
- PlayStation 2版
  - 2005年7月28日発売のタイトーメモリーズ 上巻に収録。

## 関連作品
- 究極ハリキリスタジアム